# 퐁텐블로 조약 (1814년)

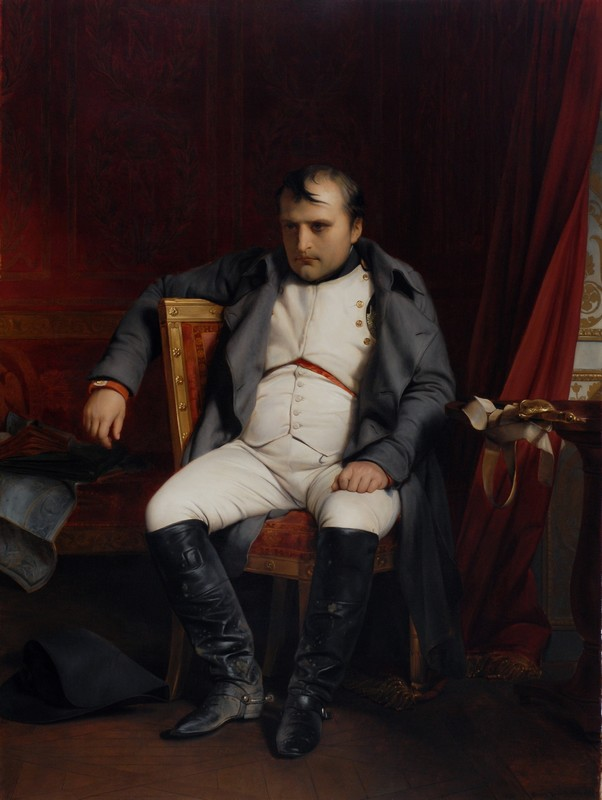
퐁텐블로에서 퇴위하는 나폴레옹

퐁텐블로 조약(프랑스어: Traité de Fontainebleau)은 1814년 프랑스 제국과 제6차 대프랑스 동맹 여러 나라들과의 사이에 체결된 조약으로, 나폴레옹 1세의 퇴위 조건을 정한 조약이다. 프랑스 북부 파리 교외의 퐁텐블로에서 체결되었다.
1814년 4월 11일 합의에 도달하여, 4월 16일에 체결되었다. 나폴레옹은 엘바섬을 은거지로 하여 세습되지 않고 나폴레옹이 죽으면 토스카나 대공국으로 합병되는, 엘바 공국의 대공이 되는 사실상의 추방이었고, 대가로 200만 프랑의 연금이 프랑스 정부로부터 송금되는 조건이었다. 황후 마리 루이즈와 아들 나폴레옹 2세는 파르마 후작 나라의 통치자의 지위가 주어졌다. 4월 20일, 나폴레옹은 퐁텐블로 성에서 출발하여 엘바섬으로 향했다.
5월 3일에 루이 16세의 동생이 루이 18세가 되어 파리에 입성하여 프랑스는 왕정복고가 이루어졌다. 1815년 3월 1일에 나폴레옹이 엘바섬을 탈출하여 그의 지지자들을 취합하여 3월 20일에 파리에 입성하였고 루이 18세는 망명을 하였다. 그러나 1815년 6월에 벌어진 워털루 전투에서 나폴레옹이 패배하면서 그의 100일 천하는 영원히 끝나고 말았다.

## 같이 보기
- 파리조약 (1814년)